# Everton Football Club 2020-2021
Questa voce raccoglie le informazioni riguardanti l'Everton Football Club nelle competizioni ufficiali della stagione 2020-2021.

## Stagione
La stagione 2020-2021 dell'Everton rappresenta la 67ª stagione consecutiva nella massima categoria inglese, su un totale di 118 campionati disputati nella prima divisione nazionale.
In League Cup, denominata Carabao Cup per motivi di sponsorizzazione, la squadra viene eliminata dal Manchester Utd per 2-0 ai quarti di finale, dopo aver vinto contro Salford City, Fleetwood Town e West Ham Utd nei turni eliminatori.
In FA Cup, dopo aver eliminato Rotherham Utd ai supplementari, Sheffield Weds e Tottenham ai supplementari, nei quarti di finale perde 2-0 contro il Manchester City, terminando il suo percorso nel torneo.
Il 23 maggio 2021, chiude il campionato con una sconfitta in casa per 5-0 sul campo dei neo-campioni del Manchester City, terminando al 10º posto in Premier League.

## Maglie e sponsor
Lo sponsor tecnico dell'Everton per la stagione 2020-2021 è l'azienda danese Hummel, che sostituisce Umbro (sponsor tecnico delle precedenti sei stagioni). Lo sponsor che compare sulla maglia di questa stagione è il rivenditore di auto online Cazoo. Per quest'anno scompare lo Sleeve Sponsor che, nelle scorse stagioni, era il celebre videogioco Angry Birds.
| Casa | Trasferta | Terza divisa |

## Rosa
Rosa, numerazione e ruoli, tratti dal sito ufficiale, sono aggiornati al 9 marzo 2021.
| N. |                        | Ruolo | Calciatore                      |
| -- | ---------------------- | ----- | ------------------------------- |
| 1  | Inghilterra (bandiera) | P     | Jordan Pickford                 |
| 2  | Inghilterra (bandiera) | D     | Jonjoe Kenny                    |
| 4  | Inghilterra (bandiera) | D     | Mason Holgate                   |
| 5  | Inghilterra (bandiera) | D     | Michael Keane                   |
| 6  | Brasile (bandiera)     | C     | Allan                           |
| 7  | Brasile (bandiera)     | A     | Richarlison                     |
| 8  | Inghilterra (bandiera) | C     | Fabian Delph                    |
| 9  | Inghilterra (bandiera) | A     | Dominic Calvert-Lewin           |
| 10 | Islanda (bandiera)     | C     | Gylfi Sigurðsson (vicecapitano) |
| 11 | Inghilterra (bandiera) | A     | Theo Walcott                    |
| 11 | Norvegia (bandiera)    | A     | Joshua King                     |
| 12 | Francia (bandiera)     | D     | Lucas Digne                     |
| 13 | Colombia (bandiera)    | D     | Yerry Mina                      |
| 14 | Turchia (bandiera)     | A     | Cenk Tosun                      |
| 16 | Francia (bandiera)     | C     | Abdoulaye Doucouré              |
| 17 | Nigeria (bandiera)     | C     | Alex Iwobi                      |
| 18 | Francia (bandiera)     | C     | Niels Nkounkou                  |
| 19 | Colombia (bandiera)    | C     | James Rodríguez                 |

| N. |                                 | Ruolo | Calciatore                |
| -- | ------------------------------- | ----- | ------------------------- |
| 20 | Brasile (bandiera)              | A     | Bernard Duarte            |
| 21 | Portogallo (bandiera)           | C     | André Gomes               |
| 22 | Inghilterra (bandiera)          | D     | Ben Godfrey               |
| 23 | Irlanda (bandiera)              | D     | Séamus Coleman (capitano) |
| 24 | Inghilterra (bandiera)          | C     | Anthony Gordon            |
| 25 | Costa d'Avorio (bandiera)       | C     | Jean-Philippe Gbamin      |
| 26 | Inghilterra (bandiera)          | C     | Thomas Davies             |
| 27 | Italia (bandiera)               | A     | Moise Kean                |
| 29 | RD del Congo (bandiera)         | C     | Yannick Bolasie           |
| 30 | Bosnia ed Erzegovina (bandiera) | C     | Muhamed Bešić             |
| 31 | Portogallo (bandiera)           | P     | João Virgínia             |
| 32 | Inghilterra (bandiera)          | D     | Jarrad Branthwaite        |
| 33 | Svezia (bandiera)               | P     | Robin Olsen               |
| 34 | RD del Congo (bandiera)         | C     | Beni Baningime            |
| 49 | Danimarca (bandiera)            | P     | Jonas Lössl               |
| 51 | Inghilterra (bandiera)          | C     | Thierry Small             |
| 62 | Inghilterra (bandiera)          | C     | Tyler Onyango             |

## Calciomercato

### Sessione estiva(dal 27/7 al 5/10)
| Acquisti | Acquisti           | Acquisti            | Acquisti                              |
| R.       | Nome               | da                  | Modalità                              |
| -------- | ------------------ | ------------------- | ------------------------------------- |
| P        | Jonas Lössl        | Huddersfield Town   | fine prestito                         |
| P        | Robin Olsen        | Roma                | prestito                              |
| P        | João Virgínia      | Reading             | fine prestito                         |
| D        | Morgan Feeney      | Tranmere            | fine prestito                         |
| D        | Luke Garbutt       | Ipswich Town        | fine prestito                         |
| D        | Lewis Gibson       | Fleetwood Town      | fine prestito                         |
| D        | Ben Godfrey        | Norwich City        | definitivo (23,38 mln €)              |
| D        | Jonjoe Kenny       | Schalke 04          | fine prestito                         |
| D        | Niels Nkounkou     | Olympique Marsiglia | definitivo (gratuito)                 |
| D        | Matthew Pennington | Hull City           | fine prestito                         |
| C        | Allan              | Napoli              | definitivo (25 mln € + 3 mln € bonus) |
| C        | Muhamed Bešić      | Sheffield Utd       | fine prestito                         |
| C        | Yannick Bolasie    | Sporting Lisbona    | fine prestito                         |
| C        | Josh Bowler        | Hull City           | fine prestito                         |
| C        | Abdoulaye Doucouré | Watford             | definitivo (22,1 mln €)               |
| C        | Kieran Dowell      | Wigan               | fine prestito                         |
| C        | Fraser Hornby      | Kortrijk            | fine prestito                         |
| C        | Imam Jagne         | Häcken              | definitivo                            |
| A        | Korede Adedoyin    | Hamilton Academical | fine prestito                         |
| A        | Cenk Tosun         | Crystal Palace      | fine prestito                         |
| A        | Nathan Broadhead   | Burton Albion       | fine prestito                         |
| A        | Kieran Phillips    | Huddersfield Town   | fine prestito                         |
| A        | Sandro Ramírez     | Real Valladolid     | fine prestito                         |
| A        | James Rodríguez    | Real Madrid         | definitivo (gratuito)                 |

| Cessioni | Cessioni             | Cessioni            | Cessioni                |
| R.       | Nome                 | a                   | Modalità                |
| -------- | -------------------- | ------------------- | ----------------------- |
| P        | Daniel Rose          | Schalke 04          | fine contratto          |
| P        | Maarten Stekelenburg | Ajax                | definitivo (gratuito)   |
| D        | Jonathan Anderson    | Caernarfon Town     | fine contratto          |
| D        | Leighton Baines      |                     | ritirato                |
| D        | Morgan Feeney        | Sunderland          | definitivo              |
| D        | Matty Foulds         | Como                | definitivo              |
| D        | Luke Garbutt         | Blackpool           | definitivo              |
| D        | Lewis Gibson         | Reading             | prestito                |
| D        | Joshua Hosie         | Furman Paladins     | definitivo              |
| D        | Cuco Martina         |                     | fine contratto          |
| D        | Djibril Sidibé       | Monaco              | fine prestito           |
| C        | Dennis Adeniran      | Wycombe             | prestito (gratuito)     |
| C        | Callum Connolly      | Fleetwood Town      | fine prestito           |
| C        | Alex Denny           | Salford City        | definitivo              |
| C        | Kieran Dowell        | Norwich City        | definitivo (2,57 mln €) |
| C        | Fraser Hornby        | Stade Reims         | definitivo (2,10 mln €) |
| C        | Nathangelo Markelo   | Twente              | prestito (gratuito)     |
| C        | Morgan Schneiderlin  | Nizza               | definitivo (2,34 mln €) |
| A        | Korede Adedoyin      | Sheffield Weds      | definitivo              |
| A        | Moise Kean           | Paris Saint-Germain | prestito                |
| A        | Manasse Mampala      | QPR                 | definitivo              |
| A        | Baye Oumar Niasse    |                     | fine contratto          |
| A        | Kieran Phillips      | Huddersfield Town   | definitivo              |
| A        | Sandro Ramírez       | Huesca              | definitivo              |
| A        | Theo Walcott         | Southampton         | prestito                |

### Sessione domestica(dal 5/10 al 16/10)
| Acquisti | Acquisti | Acquisti | Acquisti |
| R.       | Nome     | da       | Modalità |
| -------- | -------- | -------- | -------- |

| Cessioni | Cessioni        | Cessioni       | Cessioni   |
| R.       | Nome            | a              | Modalità   |
| -------- | --------------- | -------------- | ---------- |
| C        | Callum Connolly | Fleetwood Town | prestito   |
| A        | Shani Tarashaj  | Zurigo         | definitivo |

### Operazioni esterne(dal 17/10 al 3/1)
| Acquisti | Acquisti | Acquisti | Acquisti |
| R.       | Nome     | da       | Modalità |
| -------- | -------- | -------- | -------- |

| Cessioni | Cessioni           | Cessioni        | Cessioni |
| R.       | Nome               | a               | Modalità |
| -------- | ------------------ | --------------- | -------- |
| D        | Matthew Pennington | Shrewsbury Town | prestito |

### Sessione invernale(dal 4/1 all'1/2)
| Acquisti | Acquisti    | Acquisti    | Acquisti   |
| R.       | Nome        | da          | Modalità   |
| -------- | ----------- | ----------- | ---------- |
| A        | Joshua King | Bournemouth | definitivo |

| Cessioni | Cessioni           | Cessioni      | Cessioni   |
| R.       | Nome               | a             | Modalità   |
| -------- | ------------------ | ------------- | ---------- |
| P        | Jonas Lössl        | Midtjylland   | definitivo |
| D        | Jarrad Branthwaite | Blackburn     | prestito   |
| D        | Jonjoe Kenny       | Celtic        | prestito   |
| C        | Beni Baningime     | Derby County  | prestito   |
| C        | Yannick Bolasie    | Middlesbrough | prestito   |
| C        | Anthony Gordon     | Preston N.E.  | prestito   |
| A        | Ellis Simms        | Blackpool     | prestito   |
| A        | Cenk Tosun         | Beşiktaş      | prestito   |

## Risultati

### Premier League

#### Girone di andata
| Arbitro: | Atkinson (West Yorkshire) |

|  |           |                   |
|  | Marcatori | 55’ Calvert-Lewin |

| Arbitro: | Dean (Wirral) |

|                                                     |           |                          |
| Calvert-Lewin 31’, 62’, 66’ Rodríguez 45’ Keane 54’ | Marcatori | 10’ Diangana 47’ Pereira |

| Arbitro: | Friend (Leicestershire) |

|             |           |                                          |
| Kouyaté 26’ | Marcatori | 10’ Calvert-Lewin 40’ (rig.) Richarlison |

| Arbitro: | Hooper (Wiltshire) |

|                                                 |           |                           |
| Calvert-Lewin 16’ Mina 45+2’ Rodríguez 52’, 70’ | Marcatori | 41’ Maupay 90+2’ Bissouma |

| Arbitro: | Oliver (Northumberland) |

|                             |           |                   |
| Keane 19’ Calvert-Lewin 81’ | Marcatori | 3’ Mané 72’ Salah |

| Arbitro: | Friend (Leicestershire) |

|                               |           |  |
| Ward-Prowse 27’ Che Adams 35’ | Marcatori |  |

| Arbitro: | Attwell (Warwickshire) |

|                        |           |                     |
| Wilson 56’ (rig.), 84’ | Marcatori | 90+1’ Calvert-Lewin |

| Arbitro: | Tierney (Lancashire) |

|             |           |                                 |
| Bernard 19’ | Marcatori | 25’, 32’ Fernandes 90+5’ Cavani |

| Arbitro: | Madley (West Yorkshire) |

|                           |           |                                    |
| Reid 15’ Loftus-Cheek 70’ | Marcatori | 1’, 29’ Calvert-Lewin 35’ Doucouré |

| Arbitro: | Kavanagh (Lancashire) |

|  |           |              |
|  | Marcatori | 79’ Raphinha |

| Arbitro: | Taylor (Cheshire) |

|          |           |                     |
| Brady 3’ | Marcatori | 45+3’ Calvert-Lewin |

| Arbitro: | Moss (West Yorkshire) |

|                       |           |  |
| Sigurðsson 22’ (rig.) | Marcatori |  |

| Arbitro: | Mason (Bolton) |

|  |           |                             |
|  | Marcatori | 21’ Richarlison 72’ Holgate |

| Arbitro: | Marriner (West Midlands) |

|                             |           |                 |
| Holding 22’ (aut.) Mina 45’ | Marcatori | 35’ (rig.) Pépé |

| Arbitro: | Coote (Nottinghamshire) |

|  |           |                |
|  | Marcatori | 80’ Sigurðsson |

| Arbitro: | Marriner (West Midlands) |

|                 |           |                                |
| Richarlison 37’ | Marcatori | 32’ Foden 63’ Mahrez 77’ Silva |

| Arbitro: | Friend (Leicestershire) |

|  |           |            |
|  | Marcatori | 86’ Souček |

| Arbitro: | Atkinson (West Yorkshire) |

|           |           |                    |
| Neves 14’ | Marcatori | 6’ Iwobi 77’ Keane |

| Birmingham 13 maggio 2021, ore 18:00 WEST 19ª giornata | Aston Villa               | 0 – 0 referto | Everton | Villa Park (0 spett.)\| Arbitro: \| Atkinson (West Yorkshire) \| |
| Arbitro:                                               | Atkinson (West Yorkshire) |               |         |                                                                  |

#### Girone di ritorno
| Arbitro: | Dean (Wirral) |

|               |           |               |
| Rodríguez 30’ | Marcatori | 67’ Tielemans |

| Arbitro: | Attwell (Warwickshire) |

|  |           |                   |
|  | Marcatori | 73’, 90+3’ Wilson |

| Arbitro: | Oliver (Northumberland) |

|              |           |                                 |
| Raphinha 48’ | Marcatori | 9’ Sigurðsson 41’ Calvert-Lewin |

| Arbitro: | Moss (West Yorkshire) |

|                                                |           |                                                |
| Edinson Cavani 24’ Fernandes 45’ McTominay 70’ | Marcatori | 49’ Doucouré 52’ Rodríguez 90+5’ Calvert-Lewin |

| Arbitro: | Madley (West Yorkshire) |

|  |           |               |
|  | Marcatori | 48’, 65’ Maja |

| Arbitro: | Kavanagh (Lancashire) |

|  |           |                                      |
|  | Marcatori | 3’ Richarlison 83’ (rig.) Sigurðsson |

| Arbitro: | Atkinson (West Yorkshire) |

|                |           |  |
| Richarlison 9’ | Marcatori |  |

| Arbitro: | Coote (Nottinghamshire) |

|                                        |           |  |
| Godfrey 31’ (aut.) Jorginho 65’ (rig.) | Marcatori |  |

| Arbitro: | Moss (West Yorkshire) |

|                   |           |                     |
| Calvert-Lewin 32’ | Marcatori | 13’ Wood 24’ McNeil |

| Arbitro: | England (South Yorkshire) |

|  |           |                 |
|  | Marcatori | 65’ Richarlison |

| Arbitro: | Friend (Leicestershire) |

|               |           |               |
| Rodríguez 56’ | Marcatori | 86’ Batshuayi |

| Brighton 12 aprile 2021, ore 20:15 WEST 31ª giornata | Brighton            | 0 – 0 referto | Everton | Falmer Stadium (0 spett.)\| Arbitro: \| England (Doncaster) \| |
| Arbitro:                                             | England (Doncaster) |               |         |                                                                |

| Arbitro: | Oliver (Northumberland) |

|                            |           |               |
| Sigurðsson 32’ (rig.), 62’ | Marcatori | 27’, 68’ Kane |

| Arbitro: | Moss (West Yorkshire) |

|  |           |                 |
|  | Marcatori | 76’ (aut.) Leno |

| Arbitro: | Hooper (Swindon) |

|                   |           |                          |
| Calvert-Lewin 19’ | Marcatori | 13’ Watkins 80’ El Ghazi |

| Arbitro: | Attwell (Warwickshire) |

|  |           |                   |
|  | Marcatori | 24’ Calvert-Lewin |

| Arbitro: | Moss (West Yorkshire) |

|  |           |             |
|  | Marcatori | 7’ Jebbison |

| Arbitro: | Madley (West Yorkshire) |

|                 |           |  |
| Richarlison 48’ | Marcatori |  |

| Arbitro: | Oliver |

|                                                   |           |  |
| De Bruyne 11’ Jesus 14’ Foden 53’ Agüero 71’, 76’ | Marcatori |  |

### FA Cup

#### Turni eliminatori
| Arbitro: | Attwell (Warwickshire) |

|                       |           |              |
| Tosun 9’ Doucouré 93’ | Marcatori | 56’ Olosunde |

| Arbitro: | Scott (Oxfordshire) |

|                                            |           |  |
| Calvert-Lewin 29’ Richarlison 59’ Mina 62’ | Marcatori |  |

#### Fase finale
| Arbitro: | Coote (Nottinghamshire) |

|                                                                          |           |                                       |
| Calvert-Lewin 36’ Richarlison 38’, 68’ Sigurðsson 43’ (rig.) Bernard 97’ | Marcatori | 4’, 57’ Sánchez 45+3’ Lamela 83’ Kane |

| Arbitro: | Oliver (Northumberland) |

|  |           |                            |
|  | Marcatori | 84’ Gündoğan 90’ De Bruyne |

### EFL Cup

#### Turni eliminatori
| Arbitro: | Edwards |

|                                         |           |  |
| Keane 8’ Sigurðsson 74’ Kean 87’ (rig.) | Marcatori |  |

| Arbitro: | Simpson (Lancashire) |

|                     |           |                                                       |
| Duffy 48’ Camps 58’ | Marcatori | 22’, 34’ Richarlison 49’ Iwobi 73’ Bernard 90+4’ Kean |

| Arbitro: | England (South Yorkshire) |

|                                             |           |               |
| Calvert-Lewin 11’, 78’, 84’ Richarlison 56’ | Marcatori | 46’ Snodgrass |

#### Fase finale
| Arbitro: | Madley (West Yorkshire) |

|  |           |                          |
|  | Marcatori | 88’ Cavani 90+6’ Martial |

## Statistiche

### Statistiche di squadra
Statistiche aggiornate al 23 maggio 2021.
| Competizione   | Punti | In casa | In casa | In casa | In casa | In casa | In casa | In trasferta | In trasferta | In trasferta | In trasferta | In trasferta | In trasferta | Totale | Totale | Totale | Totale | Totale | Totale | DR |
| Competizione   | Punti | G       | V       | N       | P       | Gf      | Gs      | G            | V            | N            | P            | Gf           | Gs           | G      | V      | N      | P      | Gf     | Gs     | DR |
| -------------- | ----- | ------- | ------- | ------- | ------- | ------- | ------- | ------------ | ------------ | ------------ | ------------ | ------------ | ------------ | ------ | ------ | ------ | ------ | ------ | ------ | -- |
| Premier League | 59    | 19      | 6       | 4       | 9       | 24      | 28      | 19           | 11           | 4            | 4            | 23           | 20           | 38     | 17     | 8      | 13     | 47     | 48     | -1 |
| FA Cup         | -     | 4       | 3       | 0       | 1       | 10      | 7       | 0            | 0            | 0            | 0            | 0            | 0            | 4      | 3      | 0      | 1      | 10     | 7      | +3 |
| League Cup     | -     | 3       | 2       | 0       | 1       | 7       | 3       | 1            | 1            | 0            | 0            | 5            | 2            | 4      | 3      | 0      | 1      | 12     | 5      | +7 |
| Totale         | -     | 26      | 11      | 4       | 11      | 41      | 38      | 20           | 12           | 4            | 4            | 28           | 22           | 46     | 23     | 8      | 15     | 69     | 60     | +9 |

### Andamento in campionato
| Giornata  | 1 | 2 | 3 | 4 | 5 | 6 | 7 | 8 | 9 | 10 | 11 | 12 | 13 | 14 | 15 | 16 | 17 | 18 | 19 | 20 | 21 | 22 | 23 | 24 | 25 | 26 | 27 | 28 | 29 | 30 | 31 | 32 | 33 | 34 | 35 | 36 | 37 | 38 |
| --------- | - | - | - | - | - | - | - | - | - | -- | -- | -- | -- | -- | -- | -- | -- | -- | -- | -- | -- | -- | -- | -- | -- | -- | -- | -- | -- | -- | -- | -- | -- | -- | -- | -- | -- | -- |
| Luogo     | T | C | T | C | C | T | T | C | T | C  | T  | C  | T  | C  | T  | C  | C  | T  | T  | C  | C  | T  | T  | C  | T  | C  | T  | C  | T  | C  | T  | C  | T  | C  | T  | C  | C  | T  |
| Risultato | V | V | V | V | N | P | P | P | V | P  | N  | V  | V  | V  | V  | P  | P  | V  | N  | V  | V  | V  | N  | P  | V  | V  | P  | P  | V  | N  | N  | N  | V  | P  | V  | P  | V  | P  |
| Posizione | 8 | 2 | 3 | 1 | 1 | 1 | 4 | 7 | 6 | 8  | 9  | 7  | 5  | 4  | 2  | 4  | 7  | 5  | 6  | 7  | 8  | 7  | 7  | 7  | 7  | 7  | 6  | 7  | 7  | 8  | 8  | 8  | 8  | 8  | 8  | 8  | 8  | 10 |

Legenda:

Luogo: C = Casa; T = Trasferta. Risultato: V = Vittoria; N = Pareggio; P = Sconfitta.

### Statistiche dei giocatori
| Giocatore        | Premier League | Premier League | Premier League | Premier League | FA Cup   | FA Cup | FA Cup      | FA Cup     | League Cup | League Cup | League Cup  | League Cup | Totale   | Totale | Totale      | Totale     |
| Giocatore        | Presenze       | Reti           | Ammonizioni    | Espulsioni     | Presenze | Reti   | Ammonizioni | Espulsioni | Presenze   | Reti       | Ammonizioni | Espulsioni | Presenze | Reti   | Ammonizioni | Espulsioni |
| ---------------- | -------------- | -------------- | -------------- | -------------- | -------- | ------ | ----------- | ---------- | ---------- | ---------- | ----------- | ---------- | -------- | ------ | ----------- | ---------- |
| Allan            | 24             | 0              | 6              | 0              | 1        | 0      | 1           | 0          | 1          | 0          | 0           | 0          | 26       | 0      | 7           | 0          |
| B. Baningime     | 0              | 0              | 0              | 0              | 0        | 0      | 0           | 0          | 0          | 0          | 0           | 0          | 0        | 0      | 0           | 0          |
| Bernard          | 12             | 1              | 1              | 0              | 3        | 1      | 0           | 0          | 3          | 1          | 0           | 0          | 18       | 3      | 1           | 0          |
| M. Bešić         | 0              | 0              | 0              | 0              | 0        | 0      | 0           | 0          | 0          | 0          | 0           | 0          | 0        | 0      | 0           | 0          |
| Y. Bolasie       | 0              | 0              | 0              | 0              | 0        | 0      | 0           | 0          | 0          | 0          | 0           | 0          | 0        | 0      | 0           | 0          |
| N. Broadhead     | 1              | 0              | 0              | 0              | 0        | 0      | 0           | 0          | 0          | 0          | 0           | 0          | 1        | 0      | 0           | 0          |
| J. Branthwaite   | 0              | 0              | 0              | 0              | 0        | 0      | 0           | 0          | 1          | 0          | 0           | 0          | 1        | 0      | 0           | 0          |
| D. Calvert-Lewin | 33             | 16             | 3              | 0              | 3        | 2      | 0           | 0          | 3          | 3          | 0           | 0          | 39       | 21     | 3           | 0          |
| S. Coleman       | 25             | 0              | 0              | 0              | 4        | 0      | 0           | 0          | 2          | 0          | 0           | 0          | 31       | 0      | 0           | 0          |
| F. Delph         | 9              | 0              | 1              | 0              | 0        | 0      | 0           | 0          | 2          | 0          | 1           | 0          | 11       | 0      | 2           | 0          |
| L. Digne         | 29             | 0              | 2              | 1              | 3        | 0      | 1           | 0          | 3          | 0          | 0           | 0          | 35       | 0      | 3           | 1          |
| A. Doucouré      | 29             | 2              | 6              | 0              | 3        | 1      | 0           | 0          | 2          | 0          | 0           | 0          | 34       | 3      | 6           | 0          |
| J.P. Gbamin      | 1              | 0              | 0              | 0              | 0        | 0      | 0           | 0          | 0          | 0          | 0           | 0          | 1        | 0      | 0           | 0          |
| B. Godfrey       | 31             | 0              | 4              | 0              | 4        | 0      | 1           | 0          | 1          | 0          | 0           | 0          | 36       | 0      | 5           | 0          |
| A. Gomes         | 28             | 0              | 3              | 0              | 3        | 0      | 1           | 0          | 1          | 0          | 0           | 0          | 32       | 0      | 4           | 0          |
| A. Gordon        | 3              | 0              | 0              | 0              | 2        | 0      | 0           | 0          | 2          | 0          | 0           | 0          | 7        | 0      | 0           | 0          |
| M. Holgate       | 28             | 1              | 9              | 0              | 3        | 0      | 0           | 0          | 0          | 0          | 0           | 0          | 31       | 1      | 9           | 0          |
| A. Iwobi         | 30             | 1              | 0              | 0              | 3        | 0      | 0           | 0          | 3          | 1          | 0           | 0          | 36       | 2      | 0           | 0          |
| M. Kean          | 2              | 0              | 0              | 0              | 0        | 0      | 0           | 0          | 2          | 2          | 0           | 0          | 4        | 2      | 0           | 0          |
| M. Keane         | 35             | 3              | 4              | 0              | 2        | 0      | 0           | 0          | 4          | 1          | 0           | 0          | 41       | 4      | 4           | 0          |
| J. Kenny         | 4              | 0              | 0              | 0              | 1        | 0      | 0           | 0          | 3          | 0          | 0           | 0          | 8        | 0      | 0           | 0          |
| J. Lössl         | 0              | 0              | 0              | 0              | 0        | 0      | 0           | 0          | 0          | 0          | 0           | 0          | 0        | 0      | 0           | 0          |
| Y. Mina          | 24             | 2              | 2              | 0              | 4        | 1      | 1           | 0          | 1          | 0          | 0           | 0          | 29       | 3      | 3           | 0          |
| N. Nkounkou      | 2              | 0              | 1              | 0              | 1        | 0      | 0           | 0          | 3          | 0          | 0           | 0          | 6        | 0      | 1           | 0          |
| R. Olsen         | 7              | -9             | 1              | 0              | 3        | -5     | 0           | 0          | 1          | -2         | 0           | 0          | 11       | -16    | 1           | 0          |
| J. Pickford      | 31             | -39            | 1              | 0              | 0        | 0      | 0           | 0          | 2          | -3         | 0           | 0          | 33       | -42    | 1           | 0          |
| Richarlison      | 34             | 7              | 4              | 1              | 3        | 3      | 1           | 0          | 3          | 3          | 0           | 0          | 40       | 13     | 5           | 1          |
| J. Rodríguez     | 24             | 6              | 4              | 0              | 2        | 0      | 0           | 0          | 1          | 0          | 0           | 0          | 27       | 6      | 4           | 0          |
| G. Sigurðsson    | 36             | 6              | 2              | 0              | 4        | 1      | 1           | 0          | 4          | 1          | 0           | 0          | 44       | 8      | 3           | 0          |
| C. Tosun         | 5              | 0              | 1              | 0              | 1        | 1      | 0           | 0          | 1          | 0          | 0           | 0          | 7        | 1      | 1           | 0          |
| J. Virginia      | 1              | 0              | 0              | 0              | 1        | -2     | 0           | 0          | 1          | 0          | 0           | 0          | 3        | -2     | 0           | 0          |
| T. Small         | 0              | 0              | 0              | 0              | 1        | 0      | 0           | 0          | 0          | 0          | 0           | 0          | 1        | 0      | 0           | 0          |
| T. Onyango       | 0              | 0              | 0              | 0              | 1        | 0      | 0           | 0          | 0          | 0          | 0           | 0          | 1        | 0      | 0           | 0          |
| T. Davies        | 25             | 0              | 3              | 0              | 2        | 0      | 0           | 0          | 3          | 0          | 0           | 0          | 30       | 0      | 3           | 0          |
| J. King          | 11             | 0              | 0              | 0              | 0        | 0      | 0           | 0          | 0          | 0          | 0           | 0          | 11       | 0      | 0           | 0          |